# Chance
Chance ([šance]) je sázková kancelář. Byla založena v květnu 1991 ve Frýdku-Místku, první pobočka byla otevřena v Ostravě 25. května 1991. Od roku 2013 je společnost součástí skupiny Tipsport.
Chance provozuje především sázkovou kancelář se sázkami na sportovní události, zejména nejpopulárnější sporty jako fotbal, hokej nebo tenis, z méně tradičních například kriket, plochou dráhu, šipky či bandy. V rámci společenských sázek vypisuje Chance kurzy například na výsledky voleb, vítěze hudebních či talentových soutěží nebo na různé kulturní události. Sázející mohou na pobočkách Chance vsadit také číselnou loterii Maxa. Od roku 2018 provozuje Chance také online casino s názvem Chance Vegas. To má identickou nabídku a podobný design, jako online casino Tipsport Vegas, protože spadají pod jednu skupinu.
Chance provozuje v České republice více než 100 kamenných pobočkách. S nástupem online sázení v lednu 2009 se kurzové sázky z větší části přesunuly na internetové stránky kanceláře, později i do mobilní aplikace. Na stránkách je možné sledovat živě streamovaná utkání NHL, NBL, české fotbalové či hokejové soutěž, tenisové turnaje, futsal, badminton, házenou, volejbal, snooker či stolní tenis a mnoho dalších.
Chance je členem Asociace provozovatelů kursového sázení.
Od sezóny 2024/2025 se nazývají nejvyšší a druhá nejvyšší fotbalová soutěž v Česku podle svého titulární partnera „Chance Liga”, respektive „Chance Národní Liga”.
Mezi sezónou 2018/2019 až 2023/2024 se nazývala druhá nejvyšší hokejová soutěž v Česku podle svého titulárního partnera „Chance liga“, od sezóny 2024/2025 nese název "Maxa liga".